# Падерно-Дуньяно
Падерно-Дуньяно (італ. Paderno Dugnano) — муніципалітет в Італії, у регіоні Ломбардія,  метрополійне місто Мілан.
Падерно-Дуньяно розташоване на відстані близько 490 км на північний захід від Рима, 12 км на північ від Мілана.
Населення — 46 951 особа (2014).

## Демографія
Населення за роками:

Станом на 1 січня 2023 року в муніципалітеті офіційно проживали 4704 іноземці з 87 країн, серед них 960 громадян країн Євросоюзу та 309 громадян України.

## Уродженці
- Паскуале Доменіко Рокко (*1970) — відомий у минулому італійський футболіст, півзахисник.

## Сусідні муніципалітети
- Боллате
- Чинізелло-Бальсамо
- Кормано
- Кузано-Міланіно
- Лімб'яте
- Нова-Міланезе
- Сенаго
- Варедо